# Machilus chuanchienensis
Machilus chuanchienensis är en lagerväxtart som beskrevs av Shu Kang Lee. Machilus chuanchienensis ingår i släktet Machilus och familjen lagerväxter. Inga underarter finns listade i Catalogue of Life.